# Magnus Erlendsson
Magnus Erlendsson (Isole Orcadi, XI secolo – 16 aprile 1115) fu conte delle Isole Orcadi. È venerato come santo dalla Chiesa cattolica e luterana.
Figlio di Erlendur, conte di Orkney, era imparentato con i re di Norvegia Olaf II di Norvegia e Harald II di Norvegia.

## Biografia
Serviva sotto Magnus III di Norvegia quando cadde in disgrazia durante una campagna vichinga su Anglesey in Galles e fuggì in Scozia. Convertitosi al cristianesimo, regnò sulle Orcadi dal 1108 circa fino al 1115 insieme al cugino Haakon Paulsson, figlio del fratello gemello del padre. Il governo in comune era piuttosto burrascoso e minacciava di portare alla guerra civile. Quando il Giovedì santo Haakon venne a trattare la pace ad Egilsay, portò ingannevolmente forze quattro volte superiori a quelle di Magnus, il quale licenziò i suoi senza farli combattere e rimise il suo destino nelle mani di Haakon e questi lo fece uccidere.

## Culto
I suoi resti mortali furono inumati prima nella chiesa di Birsay e nel 1136 traslate a Kirkwall, nella Cattedrale di San Magnus, eretta in suo onore dal nipote. Il suo impegno per la pace fra cugini e la sua fede lo accreditarono come martire.
L'11 luglio 1898 papa Leone XIII lo innalzò all'onore degli altari. La sua memoria liturgica cade il 16 aprile.
Nel 1919 le sue ossa furono rinvenute nella cattedrale.
Il poeta delle Orcadi, George Mackay Brown, lo immortalò in un suo romanzo. Peter Maxwell Davies compose un inno in suo onore e scrisse un'opera sul suo martirio.
La vita di Magnus viene raccontata anche in due saghe tramandate oralmente nella versione isolana della Orkneyinga saga (Saga delle Orcadi) e vi è anche una preghiera a lui indirizzata e redatta sia in gaelico che in latino.

## Nella letteratura e nell'arte
Nel maggio 2018 il cantante danese Rasmussen ha partecipato all'Eurovision Song Contest con una canzone dal titolo Higher Ground, ispirata alla storia di San Magnus Erlendsson.